# بامشاد
بامشاد نوازنده و موسیقی‌دان ایرانی دورهٔ خسرو پرویز دوم ساسانی است که او را چون باربد کم‌مانند دانسته‌اند. بامشاد از آن گویند که بامداد چنان می‌نواخت و می‌خواند که همه کس را شاد می‌کرد.
از دیگر موسیقیدانان بنام آن روزگار می‌توان باربد، نکیسا و رامتین (موسیقیدان)  را نام برد. گفته می‌شود که موسیقی در ایران زمین در عهد ساسانیان در اوج خود بوده است. در این دوره موسیقی در دبیرستانها تدریس می‌شده و عموم مردم کمابیش با موسیقی مقدماتی آشنایی داشتند.
در کتاب موسیقی ایران نوشتهٔ روح‌الله خالقی آمده‌است:

اعراب پس از فتح ایران موسیقی ایرانی را عیناً اقتباس کردند، شاید آهنگهای زیبای ایرانی به وسیله معماران و بنایان ایرانی که در عصر عبدالله بن زبیر به تعمیر خانه کعبه مشغول بودند بین اعراب متداول شد و افرادی چون سعید بن مسجح و نشیط فارسی و ابن محرز و یونس بن سلیمان کردی شهریاری کاتب موسیقی ایرانی را بین اعراب رایج کردند. از آغاز اسلام تقریباً موسیقی متروک بوده ولی در دوره خلفای اموی و عباسی دوباره رونق گرفت. در زمان خلافت هارون الرشید و پسرانش موسیقی مقامی ارجمند یافت و بزرگانی چون: ابراهیم موصلی و اسحق موصلی ظاهر شدند. در هر حال موسیقی پیش از اسلام را باید یک نوع موسیقی عملی دانست و قاعده و نظمی بین صوتها و لحن‌ها پیدا نکرده بودند، ولی در دوره اسلامی به دست ایرانیان با توجه به قاعده‌های موسیقی که فیلسوفان یونانی طرح کرده بودند نهضتی در موسیقی ایران پدید آمد.
نام بامشاد در چکامه‌ای از منوچهری آمده‌است:
| بلبل باغی به باغ دوش نوایی بزد |  | خوبتر از باربد، نیکتر از بامشاد |